# 阔码键盘

闊碼鍵盤配置圖

阔码鍵盤（英語：Colemak Keyboard）是一种主要为欧洲罗马字母语言创造的鍵盤布局方式，由Shai Coleman于2006年创建，是QWERTY键盘和德沃夏克鍵盤的主要竞争对手。

## 概觀
Coleman基于以下原则创建了阔码鍵盤：
- 增加打字时的左右手交替率
- 让肌肉更发达的食指、中指和无名指字母的字频更高
- 為了達至最高速度和效率，最常用的字母和二合字母應最易輸入
- 最少用的字母應置於最難碰到的下排
- 左右手字母的总字频相当
- 保持了z、c、v等快捷操作和编程常用字母的位置
- 将元音字母和最常用辅音字母放置于键盘中排

## 外部連結
- Colemak官方網站 （页面存档备份，存于）